# Camposancos
Camposancos, també coneguda com a Santa Isabel de Camposancos o A Visitación de Santa María de Camposancos, és una parròquia del municipi pontevedrès d'A Guarda i una Entitat local menor d'aquest municipi. És una de les nou pedanies existents a Galícia, vuit de les quals són a la província de Pontevedra. Pertany a la comarca d'O Baixo Miño i a la Diòcesi de Tui-Vigo.
Camposancos està situada a l'extrem sud-oest de Galícia, gairebé a la desembocadura del riu Miño, al límit amb Portugal. És una de les tres parròquies, juntament amb A Guarda i Salcidos, que conformen el Concello d'A Guarda. La parròquia de Camposancos té una superfície de 412 hectàrees i la formen els nou barris següents: A Armona, Bouza da Fonte, O Couto, A Granxa, O Muiño, O Outeiro, A Pasaxe, Sa i Salgueiró. També inclou una part del Monte de Santa Trega i disposa de conegudes platges com les da Armona, do Muiño o da Lamiña. L'any 2014 tenia 1088 habitants.
El topònim de Camposancos té el seu origen etimològic en la unió dels vocables campos, que es refereix als camps existents al lloc, i ancos, que significa angle, colze o racó en un camí. Així doncs, Camposancos serien uns camps en angle o en colze, fent al·lusió a la seva situació topogràfica. A Galícia existeixen dos municipis més amb el nom de Camposancos: 
- San Cristovo de Camposancos, que pertany al Concello de Lalin, a la província de Pontevedra, amb poc més de 100 habitants.
- Camposancos, a la parròquia de Nieva del Concello de Avión, a la província d'Ourense, amb menys de 1900 habitants.

La parròquia de Santa Isabel de Camposancos es va crear el 1798 després de separar-se de la parròquia de San Lourenzo de Salcidos. Es va constituir com a ajuntament propi, però l'any 1836 es va integrar a l'ajuntament d'A Guarda. L'abril de 1925 va ser reconeguda com a Entitat local menor.
Un dels edificis emblemàtics de Camposancos és El Colegio Santiago Apóstol de los Padres Jesuitas, més conegut com a Col·legi dels jesuïtes de Camposancos (Colexio dos xesuítas de Camposancos, en gallec). Fundat l'any 1875, va ser el primer gran edifici escolar que van construir els jesuïtes espanyols al segle xix. Per primera vegada a Espanya, els jesuïtes estaven tractant d'establir una universitat privada. L'intent només va durar cinc anys, però de l'enorme prestigi obtingut en van sorgir dues notables institucions com la Universitat de Deusto i la Universitat Pontifícia de Comillas. Un dels alumnes avantatjats de l'escola va ser el polític pontevedrès, Manuel Portela Valladares, que va ser ministre i president del govern de la Segona República Espanyola. L'any 1916 hi van arribar els pares jesuïtes portuguesos del “Instituto Num Alvres”, expulsats del seu país. Hi van ser fins a l'any 1932 quan, sota el mandat de la Segona República, els jesuïtes van ser expulsats d'Espanya.
Durant la guerra civil espanyola i fins a l'agost de 1941, l'exèrcit franquista va reconvertir el col·legi en camp de concentració per a presos de l'exèrcit republicà. El camp és conegut com a Camp de concentració de Camposancos. El 1943 va tornar a ser un centre educatiu de la Companyia de Jesús. Del 1951 fins al 1960, que va tancar definitivament, va funcionar com a seminari menor. Des de l'any 1997, al col·legi dels jesuïtes s'hi celebra la popular festa gastronòmica coneguda com la Paletada-laconada de San Amaro. Una cita anual organitzada per la Comunidade de Montes de Camposancos.
El President de l'Entitat local menor de Camposancos, a finals de 2017, era Rafael Álvarez Martínez, del Partit dels Socialistes de Galícia. El juny de 2019, Mercedes Martínez, en representació del BNG, va ser elegida nova presidenta.

## Galeria d'imatges

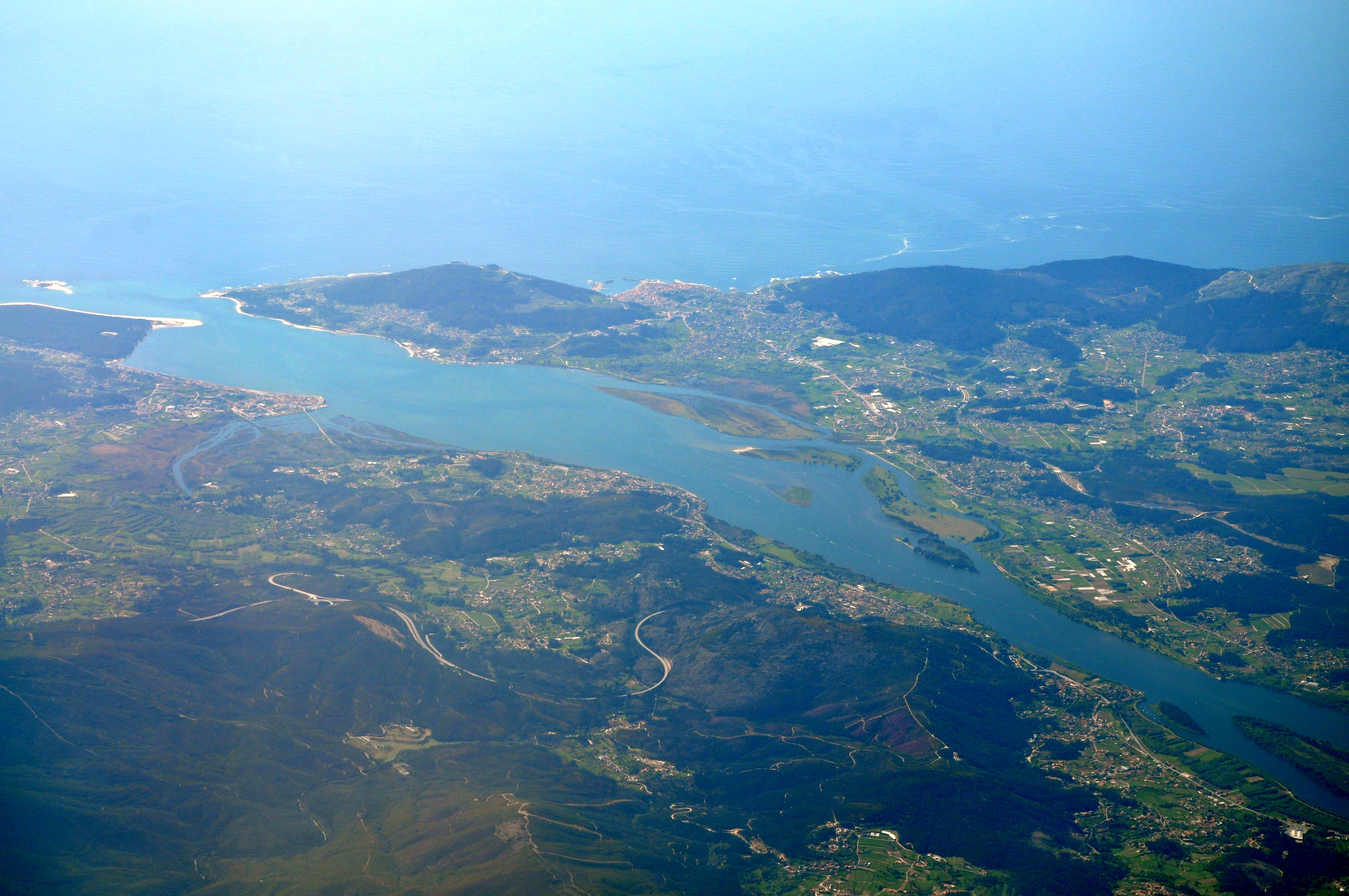
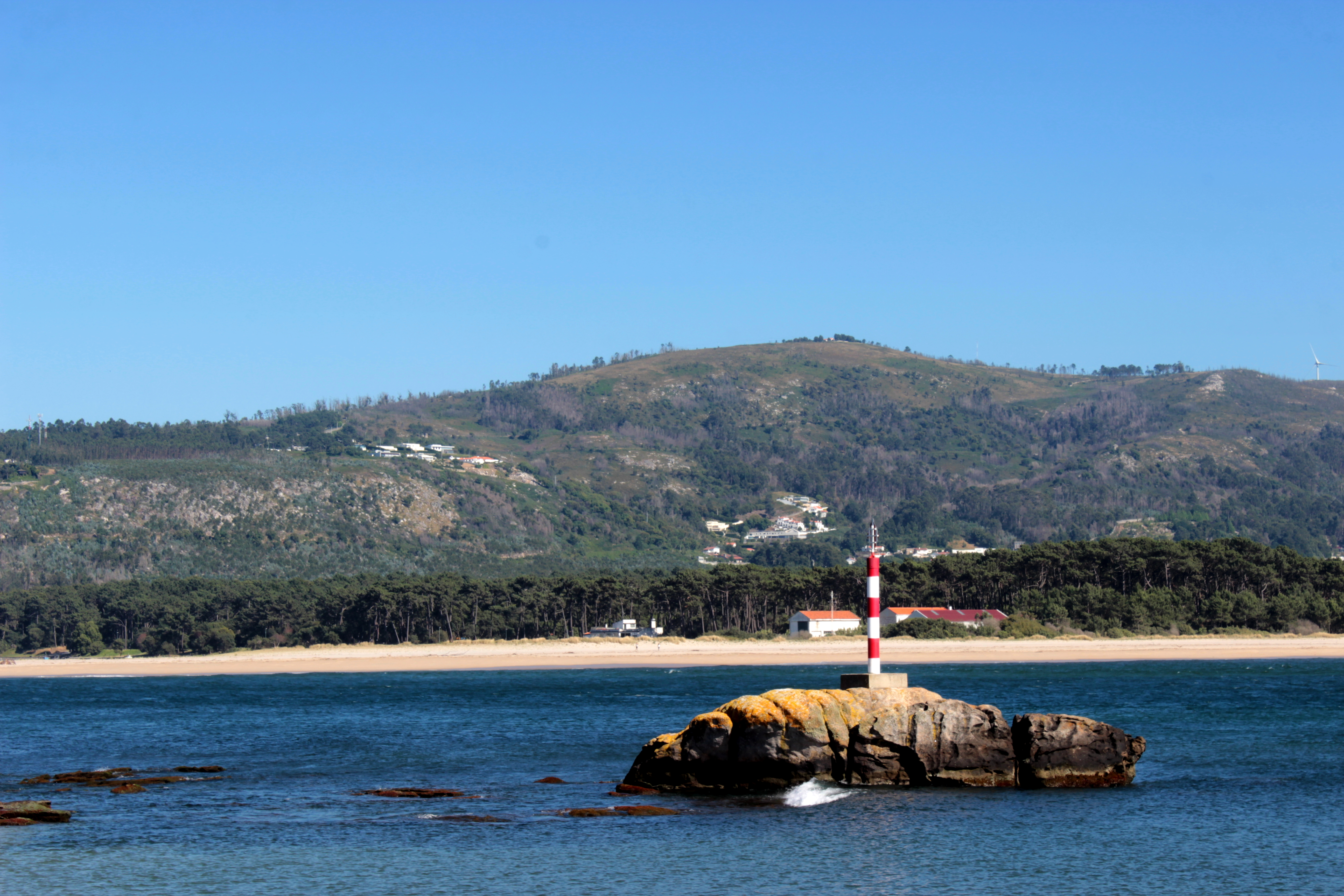
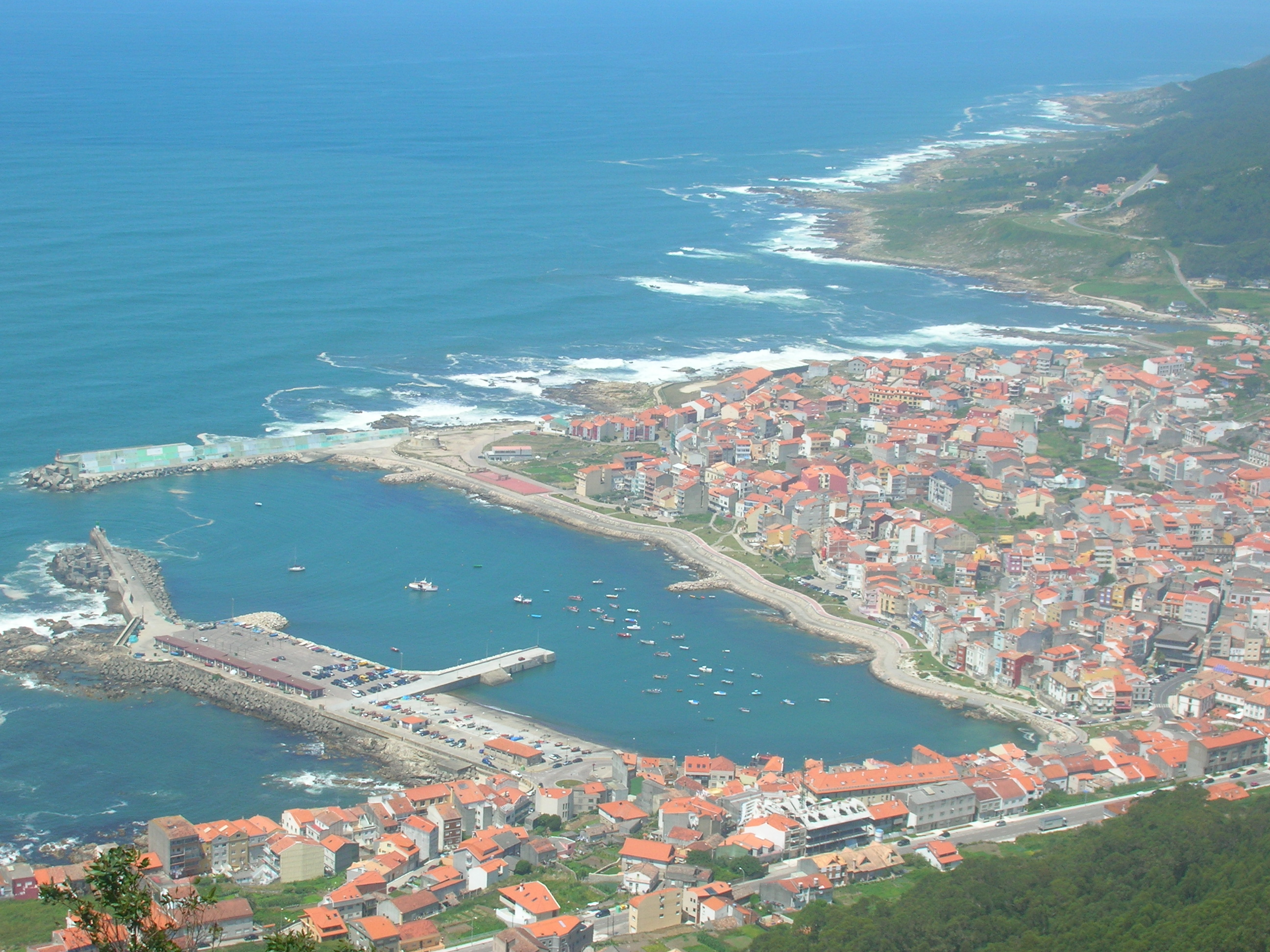
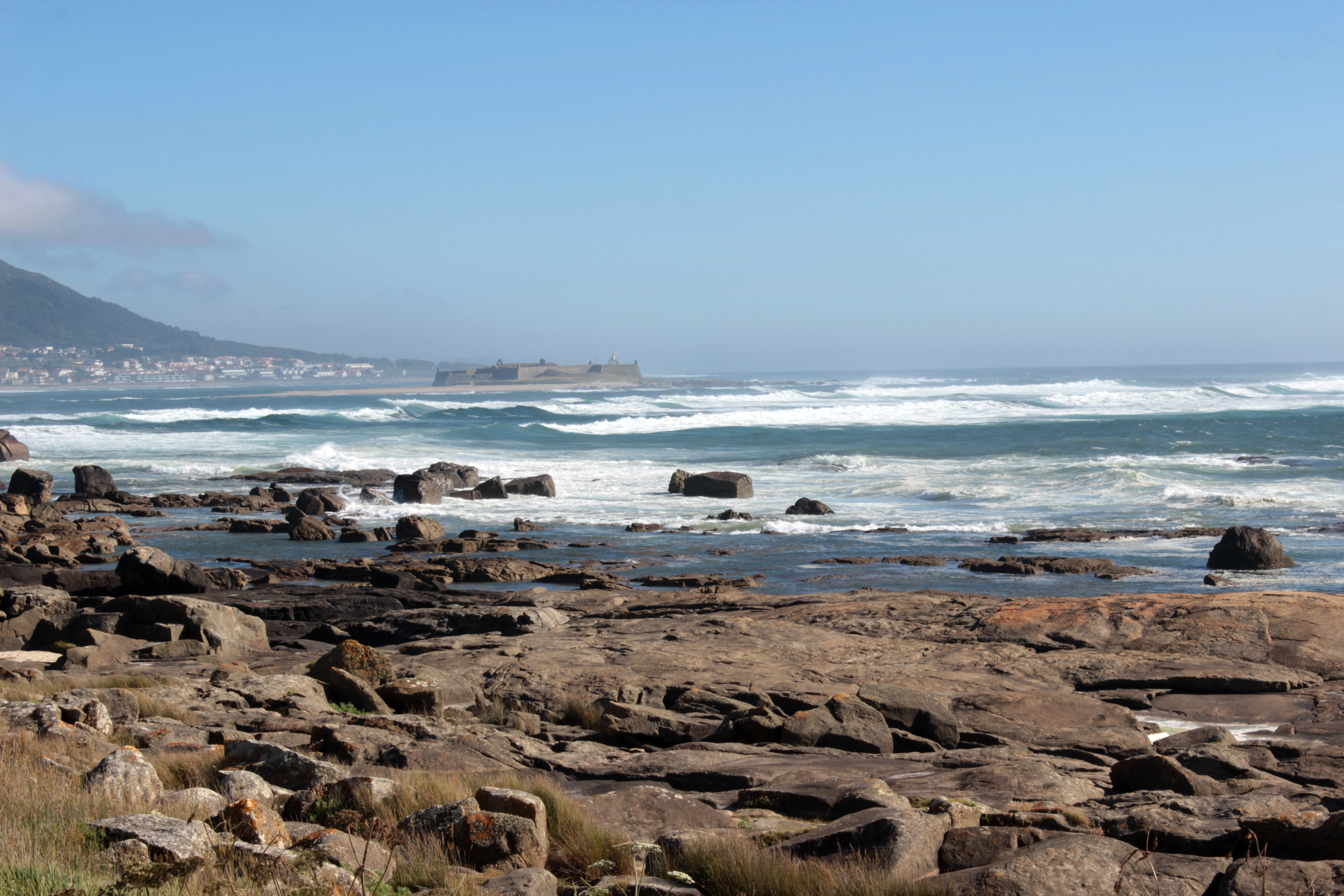
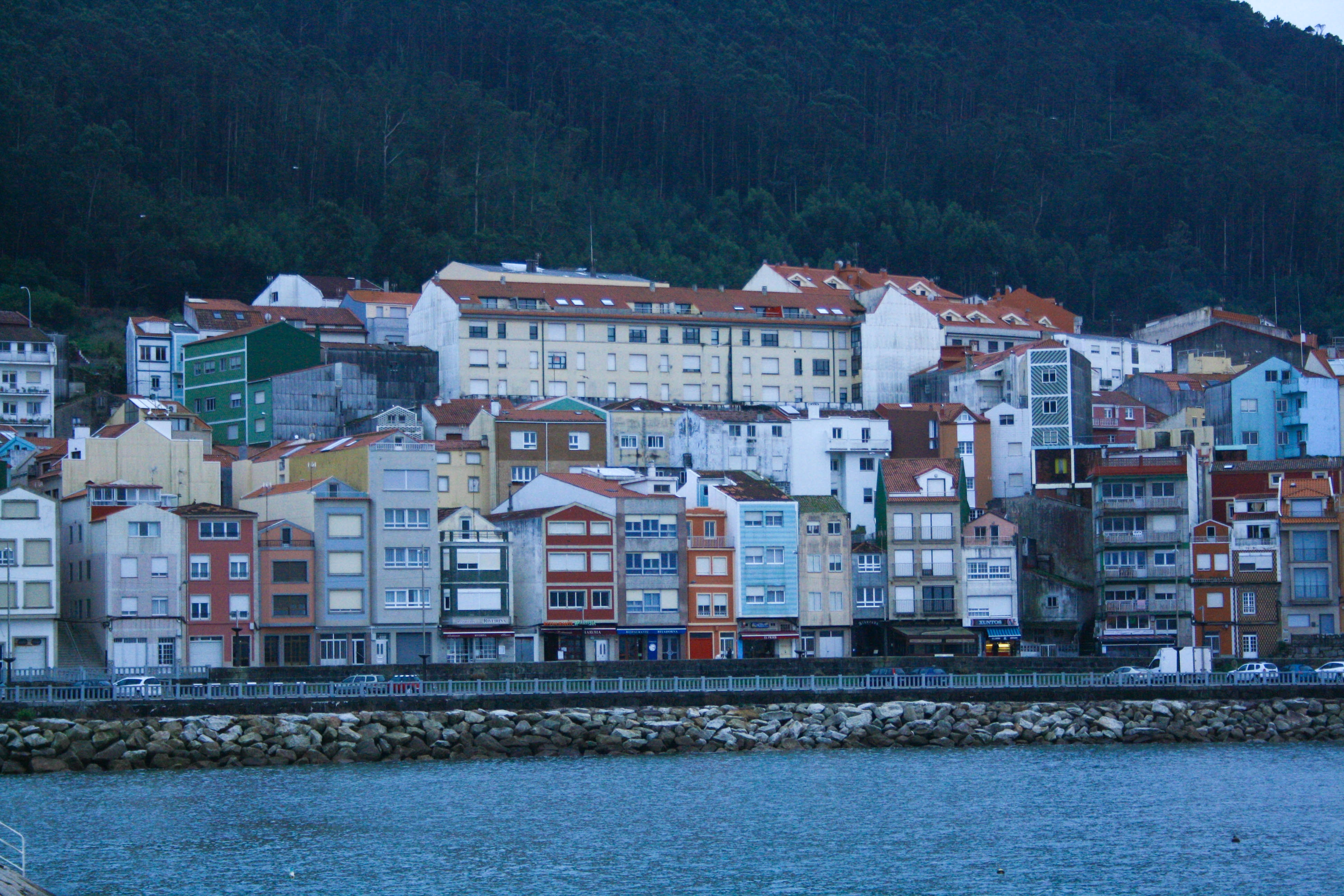
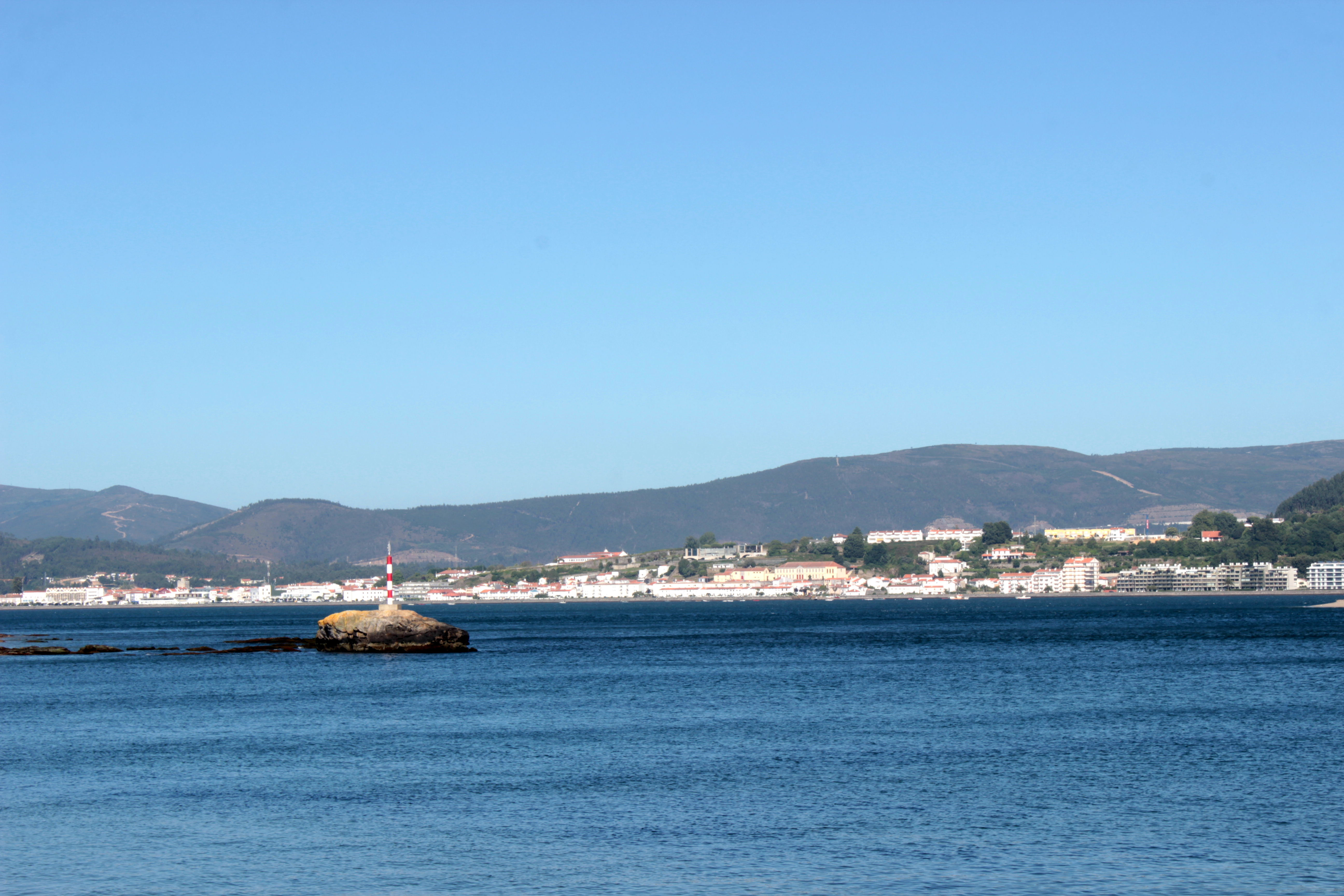
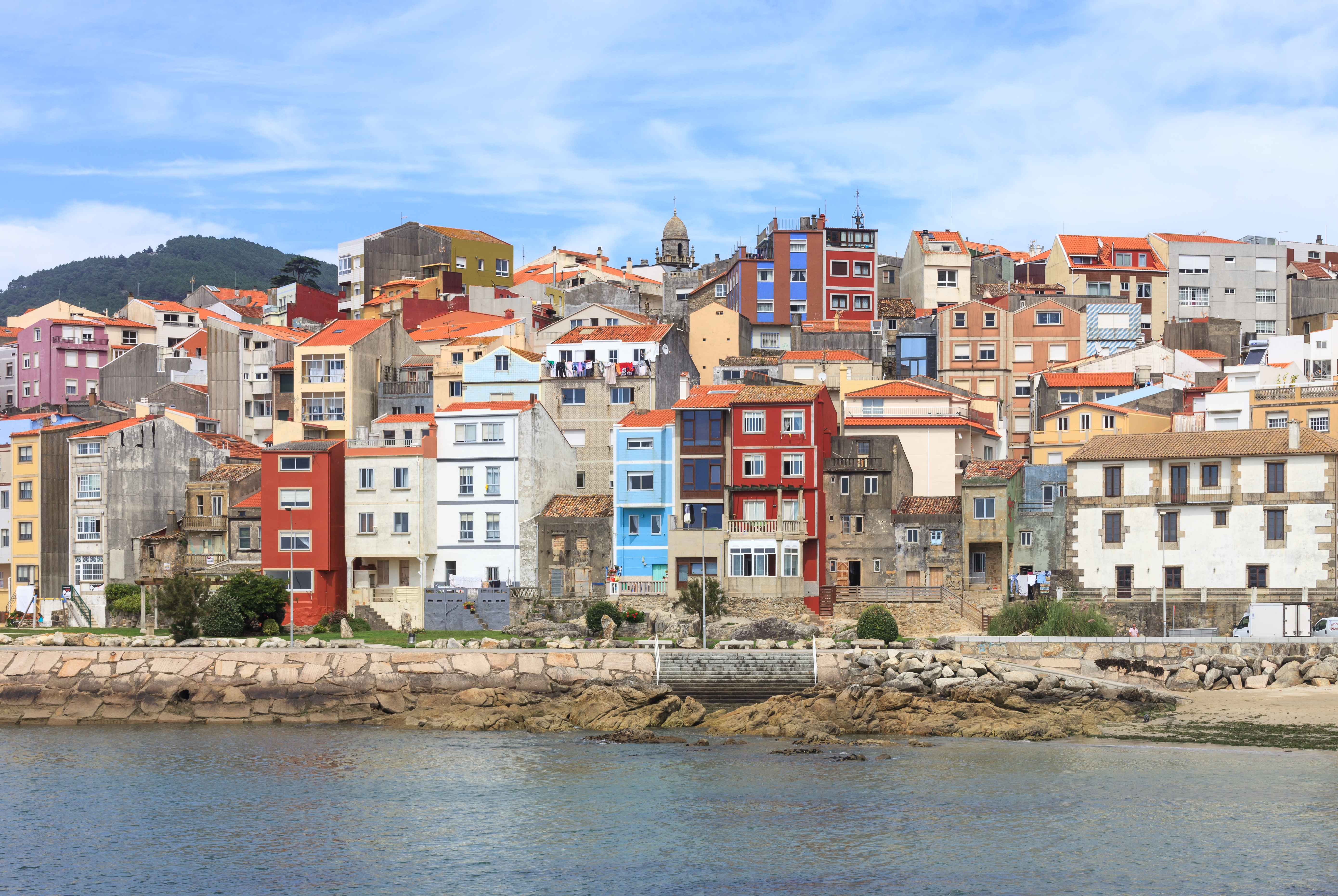
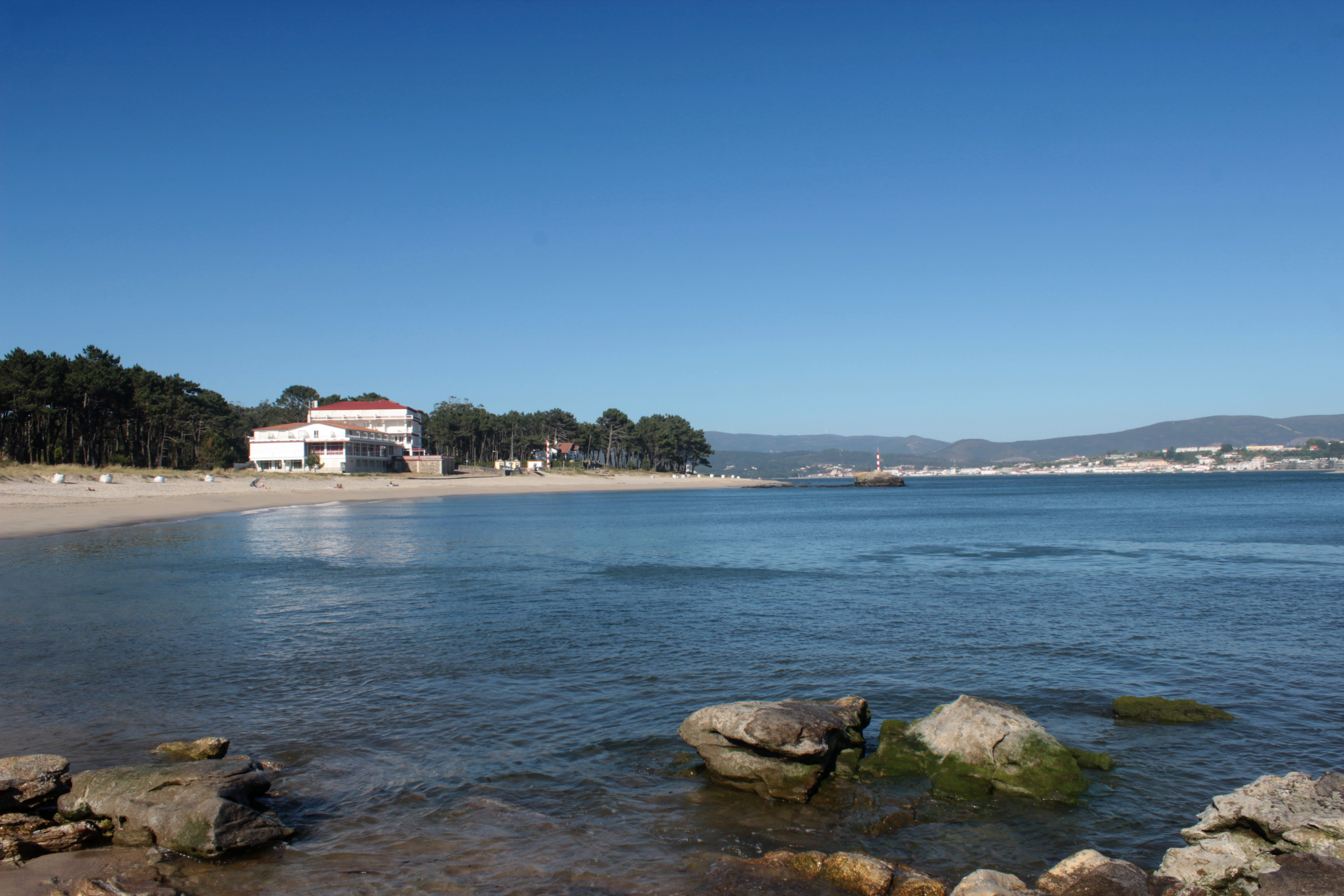
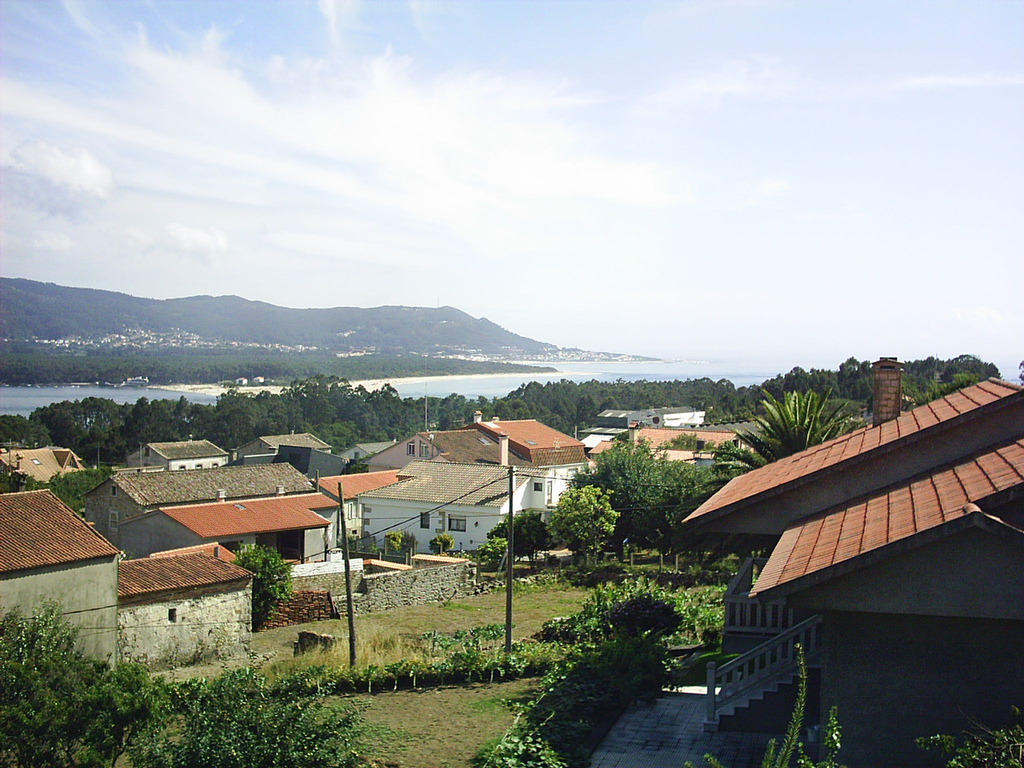
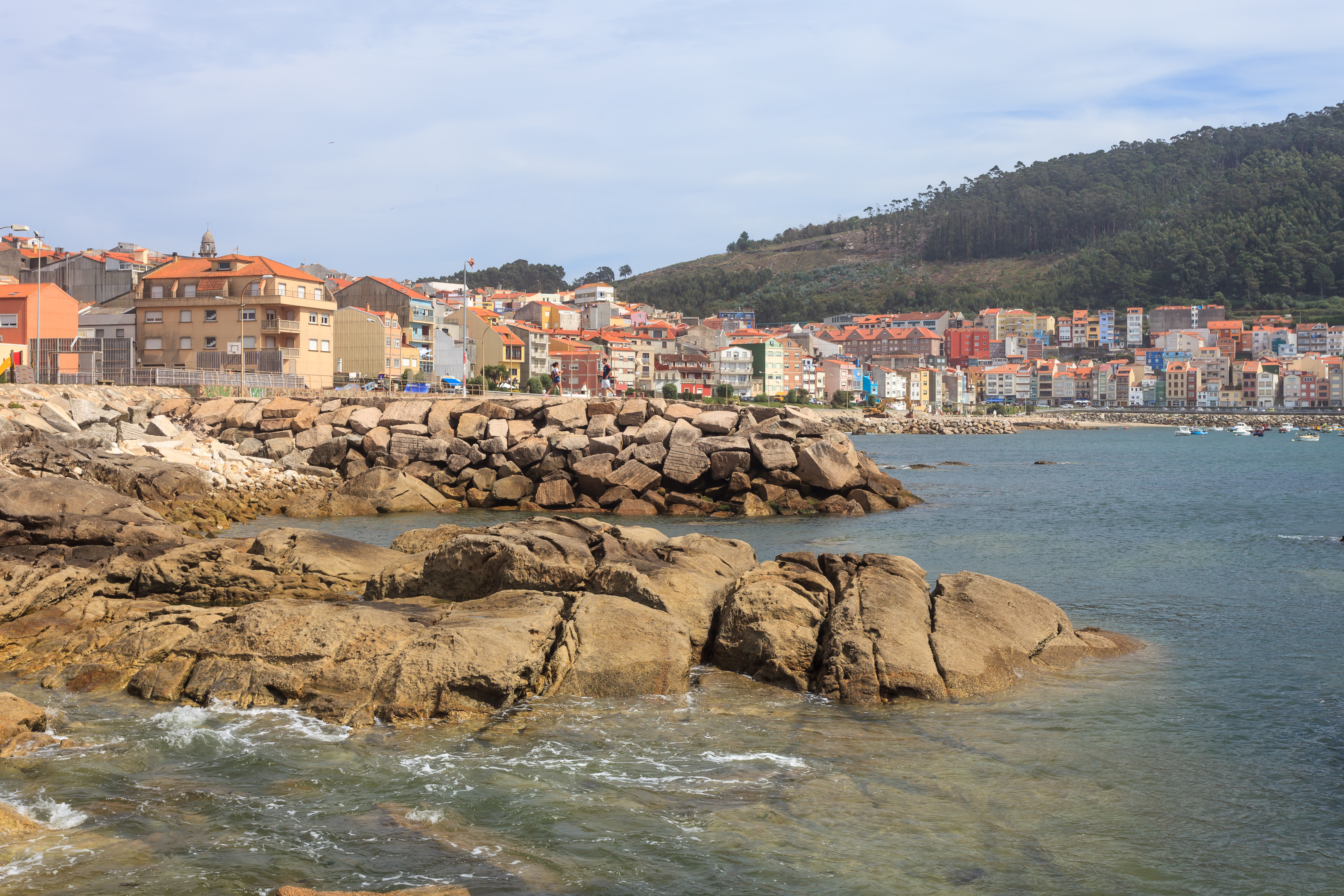
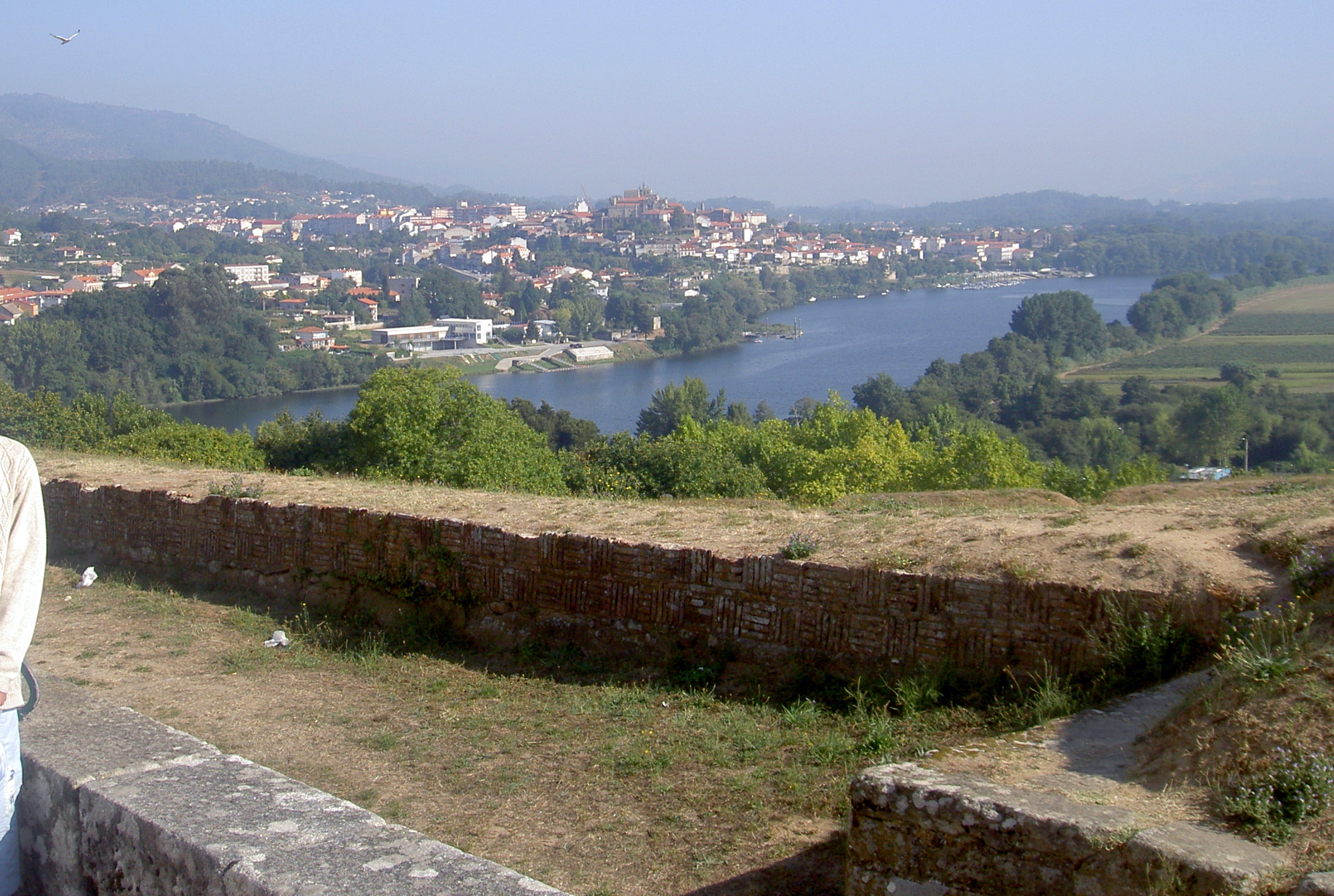